# Лушин, Павел Владимирович
Па́вел Влади́мирович Лу́шин (21 января 1957, Полтава, УССР, СССР) — доктор психологических наук (2003), профессор, заведующий кафедрой общей и практической психологии Университета менеджмента образования НАПН Украины. Является действующим президентом Всеукраинской Ассоциации экологичной помощи, является членом Экспертного совета по психологии Министерства образования и науки Украины, также — член Академического совета Государственного университета «ИМО» НАПН. Руководитель кафедры психологии и личностного развития. Автор научно-практической школы "Экофасилитация",

## Биография
Павел Владимирович Лушин родился в Полтаве в семье военнослужащего.
Окончил среднюю школу № 161 в г. Москва.
В 1977 г. Лушин П. В. получил диплом Кировоградского государственного педагогического университета им. А. С. Пушкина и в 1981 г. поступил в аспирантуру НИИ психологии МО Украины.
В 1983 г. защитил кандидатскую диссертацию по теме «Психологические особенности межмуниципальности при изучении иностранного языка (на примере английского)», после чего он приступил к работе на кафедре психологии Кировоградского государственного педагогического университета им. В.Винниченка в должности доцента, заведующего кафедрой психологии, а затем — стал деканом специализированного факультета по подготовке практических психологов в системе образования.
Лушин П. В. в начале 1990-х гг. создал одно из первых в Украине подразделений психологической службы в рамках системы высшего образования.
В 1994 поступил в докторантуру НИИ психологии Украины. Затем, в 1996 г. Лушин П. В. прошёл научную стажировку в США в Wayne State University, MI, Detroit, а также — в Институте EMDR, США у профессора Шапиро Ф. Позже, в 2001 г. Лушин П. В. стажировался в США в Montclair State University, NJ у профессора М. Липмана.
В 2003 г. защитил докторскую диссертацию по теме «Психология личных изменений».

## Научная деятельность
В 2005 г. Лушин П. В. основал научно-практическую школу «Экофасилитация» (на базе НПО «Украинская ассоциация экологической психологической помощи»), которая подразумевает применение инновационной психолого-педагогической практики оказания психологической помощи. Ввёл и интерпретировал термин «экофасилитация».
Лушин П. В. также является автором более 150 научных публикаций, в том числе 7 монографий и методических пособий. Среди них по проблеме личности: «О психологии человека в переходной период (Как выживать, когда все рушится)» (1999); «Психология личностного изменения» (2002); «Личностные изменения как процесс: теория и практика» (2005); «Экологичная помощь личности в переходный период: экофасилитация» (2013).
Участие в международных мероприятиях за рубежом:
1. Доклад на теме «Психологическая помощь в Украине: особенности и общие тенденции» («Психологические услуги в меняющейся Украине: специфика и общие тенденции») на конференции «Guilt-Pain-Repentance», Конференц-центр Hayes Swanwick, DE55 1AU, Scunthorpe (Англия), Великобритания, четверг, 12 июля — пятница 13 июля 2018 г.
2. Главный докладчик на конференции христианских психотерапевтов «Проживание в неопределенном и меняющемся мире и его психологических и духовных последствиях», 18/19 июля 2019 года, Центр Хейса, Суонвик, Дербишир DE 55 1AU.

Круглые столы и дискуссионные площадки
1. Круглый стол-презентация коллективной монографии «Открытое образование: инновационные технологии и управление» в рамках V Международной выставки «Инновации в современном образовании» (23 октября 2018 г.)
2. Доклад на теме «Особенности подготовки кризисного психолога с христианским мировоззрением», Дискуссионая площадка: «Перспективы развития Украины: христианский взгляд», 28 мая 2019 года, Киев, 2019.

Деятельность в научных школах
1. Научно-практическая школа эко-профессионализации как инновационное научное направление психологической и педагогической помощи «Экологическая психологическая помощь и фасилитативная поддержка развития личности будущего специалиста».
2. Школа подготовки специалистов «Кризисная психологическая помощь в современных условиях».
3. Научное руководство инновационным направлением подготовки христианских психологов в условиях формального и неформального образования[4].

## Основные труды

### Монографии
- Лушин П. В. Личностные изменения как процесс: теория и практика[5]. — Одесса: «Издательство Аспект», 2005.
- Лушин П. В. Два измерения принципа «не навреди» и кодекс экологичности[6]. — К.: «Издательство КНПУ имени М. П. Драхоманова», 2012.

### Основные статьи
- Лушин П. В., Кеннеди, Д. Психодинамика сообщества дознания и реформы образования: межкультурная перспектива // Мышление. — 2000. — Т. 15. — С. 9-16.
- Лушин П. В., Кеннеди, Д. Неоднозначный контроль // Аналитическое обучение. — 2003. — Т. 23, № 2. — С. 103—110.
- Лушин П. В. Проблема педагогической передачи программ критического мышления в рамках глобальных и экопсихологических перспектив // Дети-философы во всем мире: теоретические и практические концепции. — 2009. — С. 179—184.
- Лушин П. В. Несколько психологических прогнозов в философии для детей // Аналитическое обучение. — 2001. — С. 39-44.
- Лушин П. В. Парадоксальный характер экофасилитации в сообществе запросов // Мышление. — 2002. — Т. 1, № 16. — С. 8-17.
- Лушин П. В. Неопределенность и виды отношения к ней: ситуация психологической помощи // Теоретические и методологические проблемы психологического консультирования и психотерапии. — 2016. — Т. 1, № 5. — С. 33-40.
- Лушин П. В., Сухенко И. В. Экофасилитивные карты: «руководство» сопровождать индивидуальные образовательные траектории психолога-консультанта // Проблемы современной психологии. — 2018. — С. 84-90.